# Maison internationale de la musique de Moscou
Résidence
La Maison internationale de la musique de Moscou ou Maison de la musique (Dom Muzyki) est un équipement culturel situé à Moscou regroupant une salle de concert de 1 735 places, une salle de 575 places et un théâtre de 532 places. L'ensemble inauguré en 2003 constitue la salle attitrée du Philharmonique National de Russie, une nouvelle formation symphonique moscovite créée pour jouer dans la salle. 

## Installations
Le complexe est situé le long la rive droite de la Moskova, à l'extérieur de l'anneau des Jardins. Il fait partie d'un complexe baptisé Tours des rives comprenant également des immeubles pour entreprises et des hôtels. Le bâtiment est l'oeuvre des architectes Y. Gnedovsky, V. Krassilnikov, D. Solopov, M. Gavrilova et S. Gnedovsky. Structure d'acier et de verre, il a la forme d'un cylindre surmonté d'un dôme lui-même surmonté d'une clé de sol de 2 mètres de haut faisant girouette et œuvre du sculpteur Zurab Tsereteli. La salle de concert principale est de forme circulaire similaire à celle de la Philharmonie de Berlin. Les spectateurs sont disposés sur deux niveaux et entourent presque complètement la scène. La salle dispose d'une orgue comportant 5500 tuyaux, deuxième du pays par sa taille après celle de la salle de concert Tchaïkovski située également à Moscou.   

## Historique
Le centre a été entière financé par la mairie de Moscou et a couté 200 millions US$. Il s'agit de la première salle de concert construit dans la ville depuis plus d'un siècle. La première pierre a été posée en septembre 2000. Le centre devait initialement servir de salle permanente pour  l'Orchestre National russe dirigé par Vladimir Spivakov. Mais à la fin de la saison de concerts 2002-2003 celui-ci a décidé de se séparer de son chef d'orchestre. Celui-ci a plaidé sa cause auprès des responsables scientifiques et a obtenu avec le soutien de Vladimir Poutine la création d'un nouvel orchestre symphonique baptisé Philharmonique National de Russie qu'il a été chargé de diriger et qui a été affecté au centre. La salle a été inaugurée avec un premier concert qui a eu lieu le 28 septembre 2003. 

## Galerie

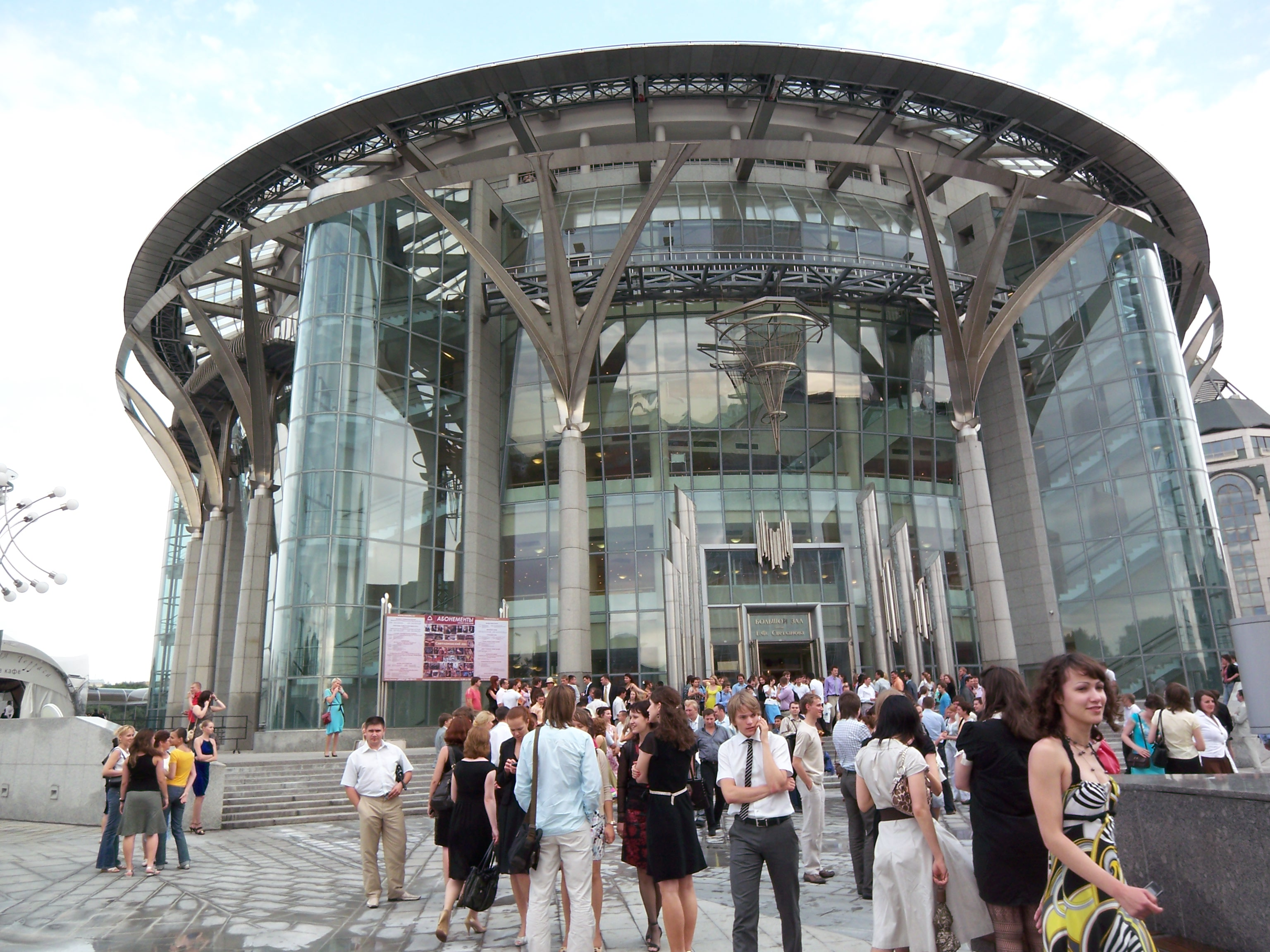
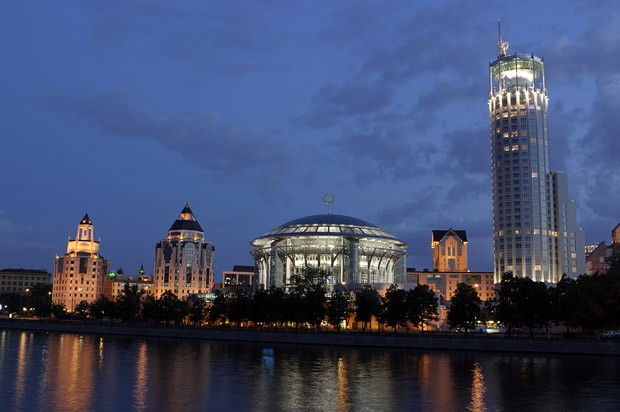